# Olav Sendstad
Olav Sendstad, född 22 oktober 1859 i Nes, Hedemarkens amt, död 14 januari 1928 i Oslo, var en norsk agronom och skolledare.
Sendstad var amtsagronom 1885–88 och upprättade 1 juli 1886 tillsammans med Bastian R. Larsen Vinterlandbruksskolen, ett lantbruksläroverk i Kristiania, som 1892 tilldelades statsunderstöd; från 1890 var han ensam dess ägare och föreståndare. Sendstad, som var ledamot av flera kommittéer, utgav många skrifter, bland annat Landbrugets driftslære (1905), Utsigt over kornavlens og husdyravlens utvikling i vort land (1911), Dyrkningslandbruket og dets vilkaar i Norge (1911) och Bøndernes kornhandel, Kornsalgslag - Korncentral (1916).